# فينتربرغ
فينتربرغ (بالألمانية: Winterberg) هي مدينة و بلدة ألمانية تقع في Hochsauerlandkreis في ألمانيا. يقدر عدد سكانها بـ 13,885 نسمة .

## المدن التوأمة
مدن اوبرهوف ألمانيا، لي توكيوت، رايسن- هولتن و Rixensart هي مدن توأمة لفينتربرغ.

## أعلام
- كريستا لانغ
- ديرك فايسه
- كورينا مارتيني